# 啟新道
啟新道（英語：Kai San Road）位於九龍東，以連接啟德和新蒲崗命名，凸顯啟德發展區與新蒲崗的連繫。此路連接七寶街及協調道。全線為雙線雙程不分隔道路。此道路在2017年8月17日通車。此路下穿太子道東。原址前身為房屋署新蒲崗工廠大廈第四，五及六座及景康街。
當局公佈啟新道通車的同時，曾發通告謂K9高架道路會在四美街臨時道路通車的同時永久封閉，以便改建成連接啟德站的行人天橋。多條原途經該天橋的巴士路線（九龍巴士5D線、九龍巴士24線、過海隧道巴士108線）同日起因此需改經新路，運輸署及九巴皆於數天前發佈乘客通告通知乘客，惟因K9橋停用後之巴士改道路線被指過份迂迴，而該等路線皆同時服務隸屬觀塘區的九龍灣啟麗一帶，有關部門卻因天橋非位於觀塘區而沒有諮詢該區議員之意見，故經啟麗地區的區議員表達不滿後，當局被迫暫緩封閉K9高架道路及巴士改道，運輸署及九巴亦從官方網站撤回通告。新路則如期通車，只有九龍區專線小巴88線即時改道途經。最終四條巴士路線延至9月底才改經啟新道，K9橋亦由2017年9月24日開始封閉和改建。

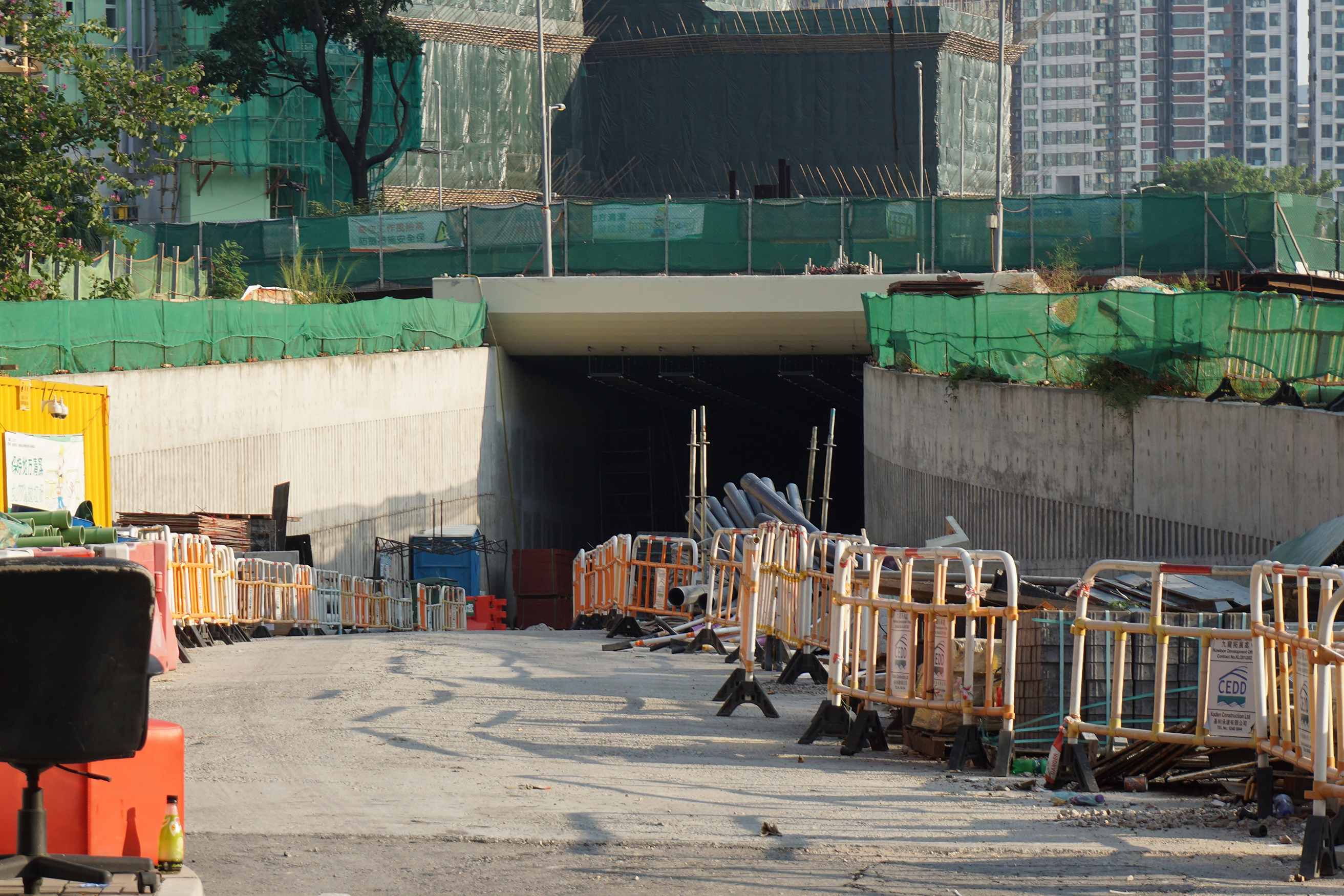
新蒲崗出入口工程（2016年11月）